# Malleus candeanus
Malleus candeanus är en musselart som först beskrevs av d'Orbigny 1842.  Malleus candeanus ingår i släktet Malleus och familjen Malleidae. Inga underarter finns listade i Catalogue of Life.